# Mieszkanie numer 50

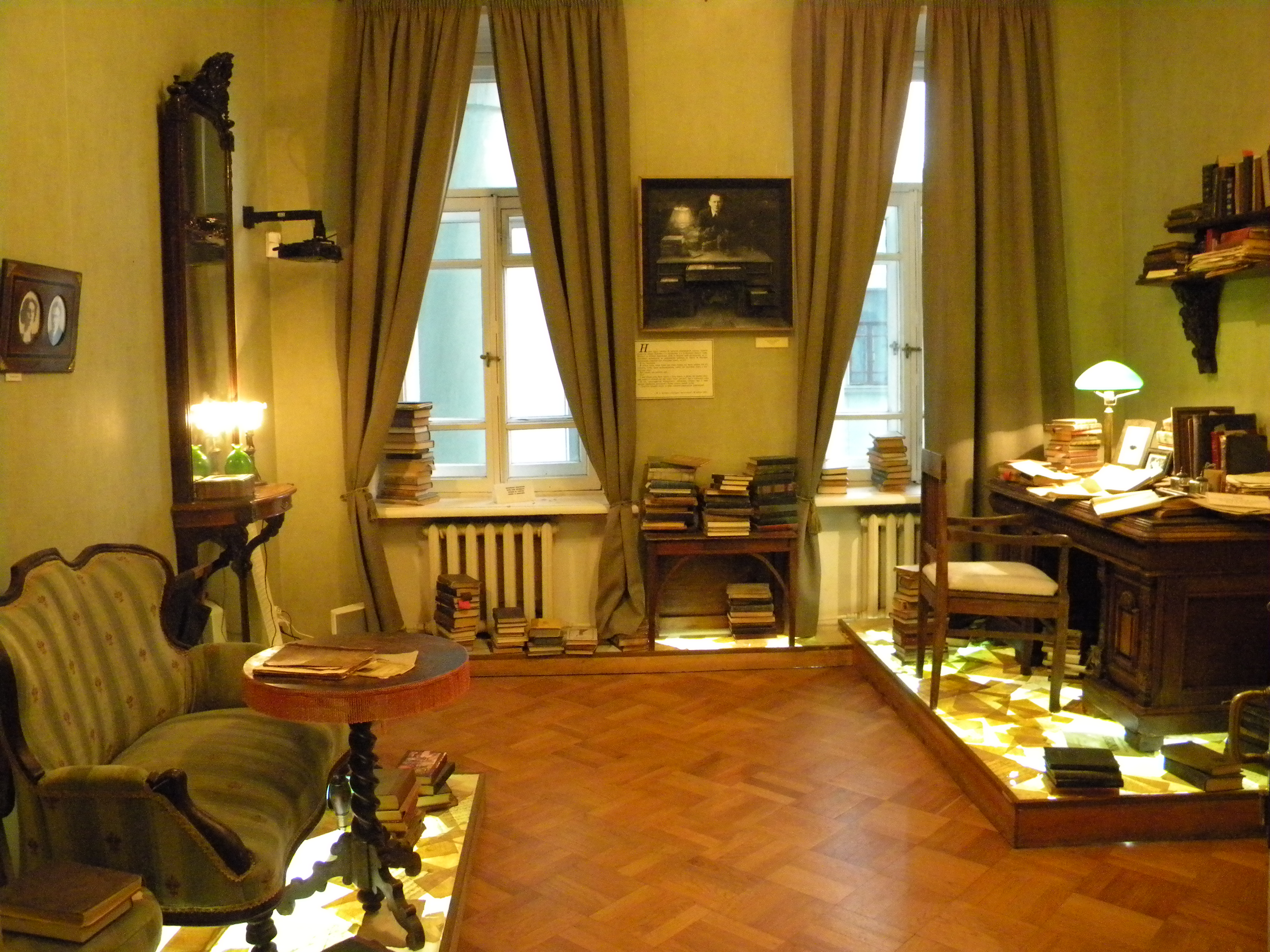
Mieszkanie nr 50

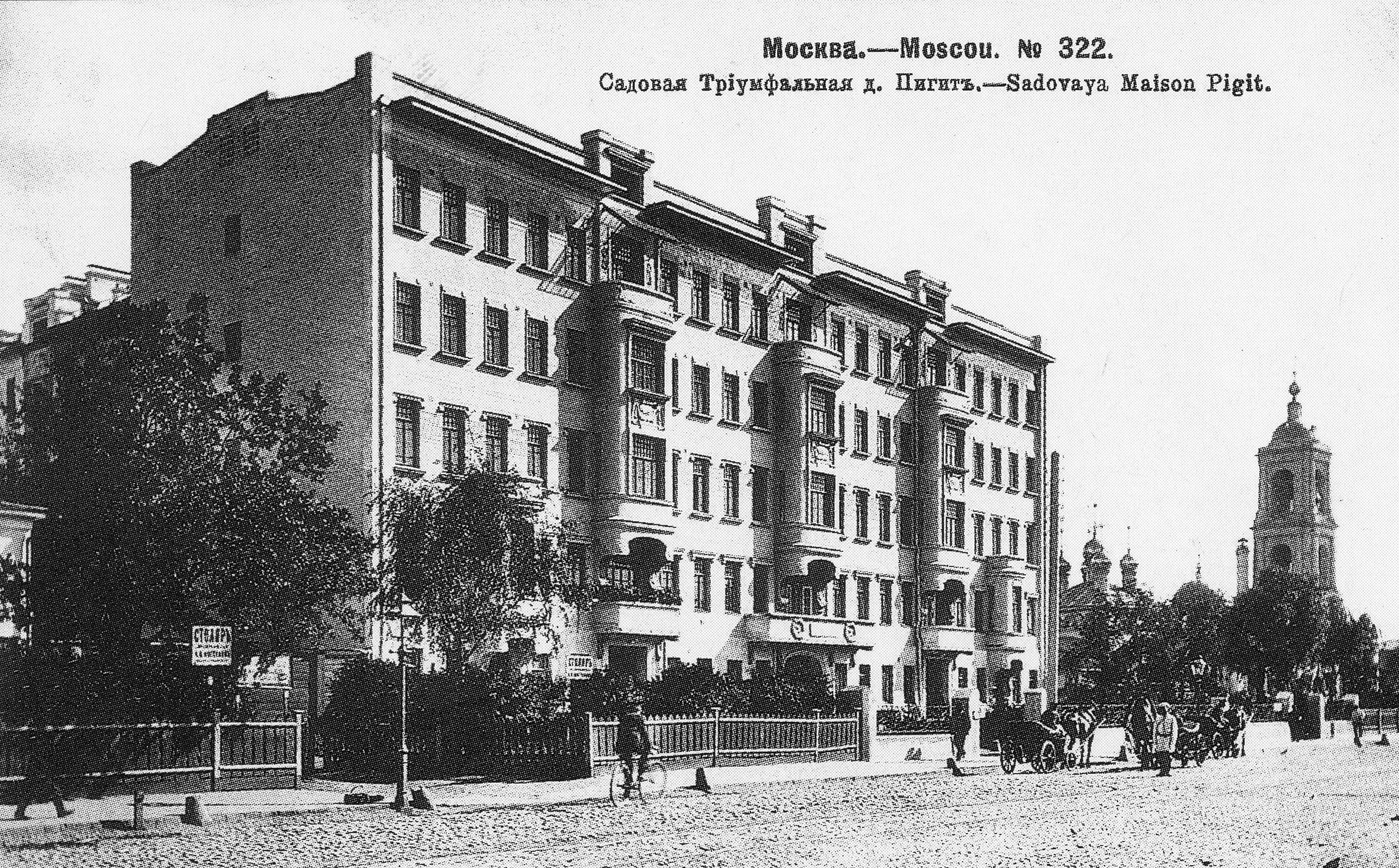
Kamienica Pigita

Mieszkanie numer 50 (fatalne, niedobre mieszkanie)  – miejsce akcji powieści Michaiła Bułhakowa Mistrz i Małgorzata, apartament, który znajdował się w domu 302-A na ulicy Sadowej w Moskwie i w którym doszło do spotkania dwóch światów: fantastycznego i realnego. W fatalnym mieszkaniu zamieszkał Woland ze świtą podczas swojej wizyty w stolicy. Z mieszkania regularnie znikali lokatorzy, partyjni funkcjonariusze literackiego świata Moskwy.

## Mieszkanie numer 50 w powieści

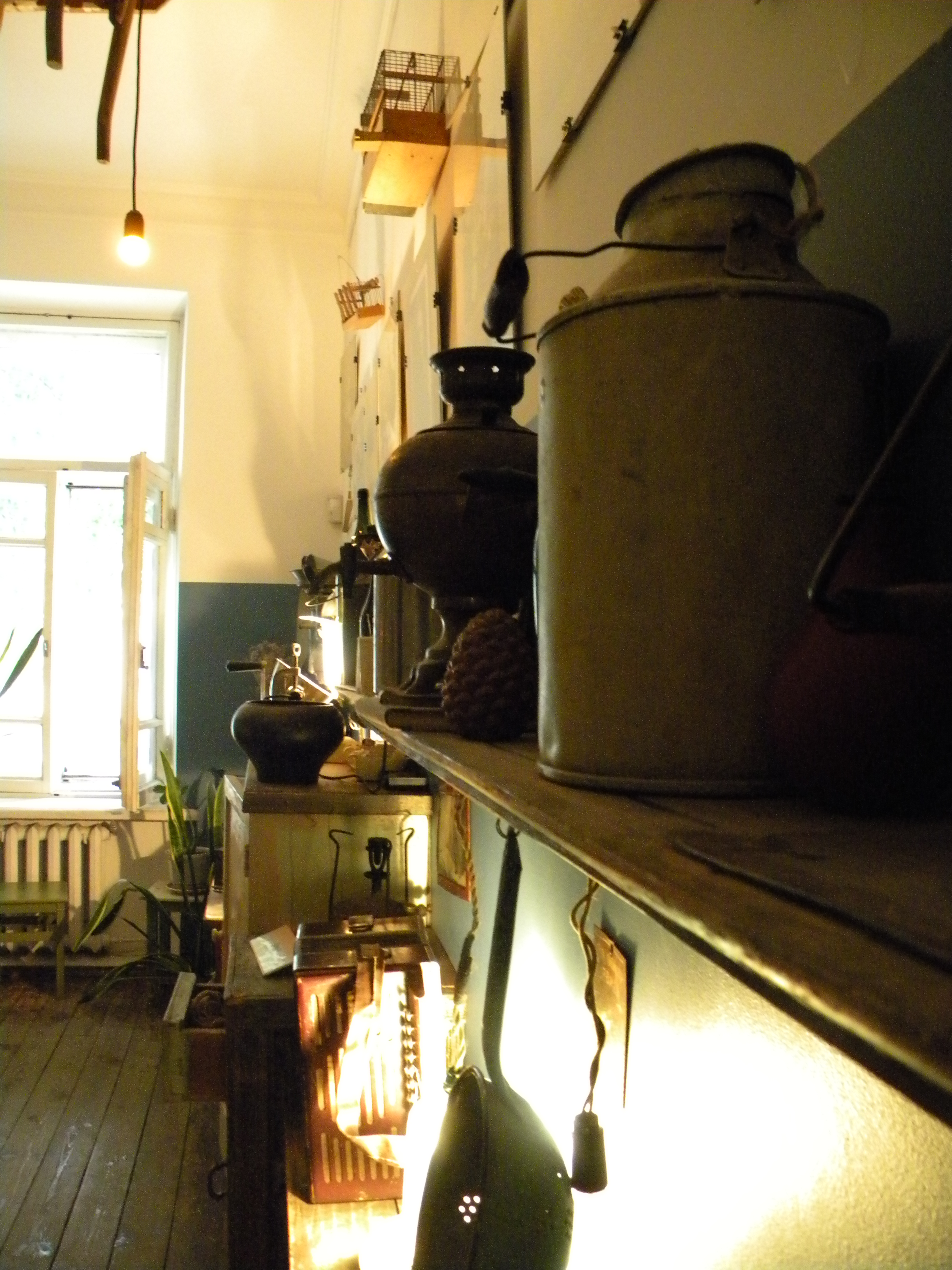
Kuchnia w mieszkaniu nr 50

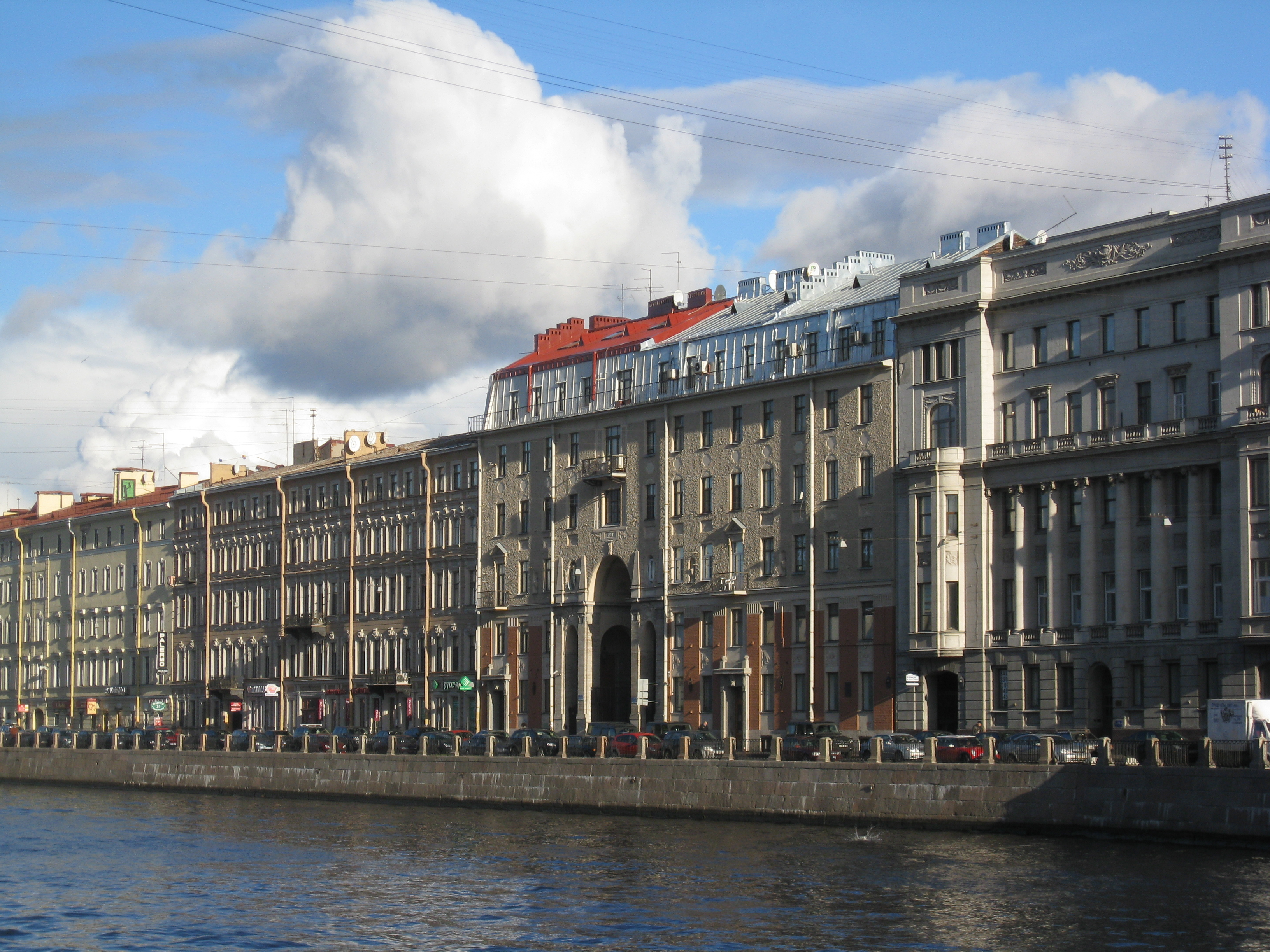
Dom Tołstoja w Petersburgu

W powieści Mistrz i Małgorzata opis ostatnich dwóch lat istnienia mieszkania numer 50 został umieszczony w rozdziale 7 Fatalne mieszkanie. W rozdziale 27 Zagłada mieszkania numer pięćdziesiąt Behemot rozpalił w mieszkaniu pożar, w wyniku którego spłonął cały dom 302-A.
Właścicielką pięciopokojowego mieszkania była wdowa po jubilerze, pięćdziesięcioletnia Anna de Fougerais, która wynajmowała trzy pokoje sublokatorom. Sama mieszkała w dwóch ze swoją służącą, Anfisą. Dwa lata przed wydarzeniami opisanymi w Mistrzu i Małgorzacie z mieszkania nr 50 w tajemniczy sposób zaczęli znikać ludzie. Pewnego wolnego dnia zjawił się w nim milicjant i wyprowadził jednego lokatora pod pretekstem, że trzeba coś podpisać w oddziale milicji. Następny lokator zaginął w poniedziałek, w środę – trzeci o nazwisku Biełomut. Żona Biełomuta znikła tego samego dnia później – właścicielka po powrocie z daczy nie zastała jej w domu, a wszystkie pokoje fatalnego mieszkania były zapieczętowane. Na trzeci dzień po zaginięciu sublokatorów Anna de Fougerais wyjechała na daczę i przepadła. Anfisa zniknęła następnej nocy.
Mieszkanie stało puste przez około tydzień, aż wprowadzili się do niego wraz z małżonkami: Stiepan Bogdanowicz Lichodiejew – dyrektor teatru „Variétés” i Michał Aleksandrowicz Berlioz – prezes zarządu Massolitu, jednego z największych stowarzyszeń literackich w Moskwie. Usługiwała im Grunia (którą Woland wysłał do krewnych z Woroneża). W ciągu miesiąca obie małżonki przepadły, chodziły słuchy, że żona Berlioza uciekła do Charkowa, a żona Lichodiejewa została przez niego wypędzona.
Po pojawieniu się w Moskwie Wolanda Berlioz zginął pod kołami tramwaju, a Lichodiejew w magiczny sposób został przerzucony do Jałty. Apartamenty zajął Woland i jego świta, a mieszkanie ostatecznie zyskało złą reputację.

## Pierwowzór
W twórczości Bułhakowa przedstawienie miejsca (miasto, dom, mieszkanie) ma szczególne znaczenie. W swoim eseju Kwestia mieszkaniowa („Вопрос о жилище”) Bułhakow pisał, że moskwianie zatracili pierwotne znaczenie słowa „mieszkanie” i tym terminem określają co popadnie. Szczegółowe opisy mieszkań komunalnych przypominają piekło: przyćmione żarówki, które ledwo oświetlają brudne korytarze, krzyki, tupot, trzaskanie drzwiami. Bułhakow symbolicznie unicestwia je: pali miejsca (dom nr 13, mieszkanie nr 50, piwnica Mistrza itd.).
Za pierwowzór fatalnego mieszkania z Mistrza i Małgorzaty posłużyło prawdziwe miejsce zamieszkania Bułhakowa w Moskwie w latach 1921–1924: ul. Bolszaja Sadowaja 10/50. Opisany układ miejsca odpowiada w większości nie mieszkaniu nr 50, które Bułhakow zajmował kilka lat, a mieszkaniu nr 34 w tym samym budynku, w którym mieszkał w okresie od sierpnia do listopada 1924 roku. 

### Dom Pigita w Moskwie
Fatalne mieszkanie z Mistrza i Małgorzaty znajdowało się w domu nr 302-A przy ulicy Sadowej. Numer jest fikcyjny – żaden z budynków przy Sadowej nigdy nie miał takiego adresu. Kreacja miejsca miała podkreślić nierealność świata (podobnie jak fikcyjny numer 412 oddziału milicji, który wydał paszport kijowskiemu wujowi Berlioza – Maksymilianowi Andrejewiczowi Popławskiemu). Być może liczba 302 jest zaszyfrowanym numerem domu, w którym rzeczywiście mieszkał Bułhakow: (3 + 2) × 2 = 10.
Dom Pigita jest secesyjną kamienicą wzniesioną w latach 1902–1903. Autorami projektu byli architekci Edmund Judycki i Antonin Miłkow, właścicielem terenu – mecenas i założyciel fabryki tytoniu „Dukat” – Ilja Pigit. Pokoje były wynajmowane przez uczelnię Wyższe Kursy dla Kobiet w Moskwie (Московские высшие женские курсы) oraz prywatnie lekarzom i artystom. W domu urządzono również warsztaty plastyczne i artystyczne. Po nacjonalizacji w 1918 roku kamienicę częściowo przekazano komunie robotników drukarni Iwana Maszystowa. W okresie międzywojennym do pokoi meldowano robotników drukarni. Apartamenty przekształcono na mieszkania komunalne. Największa gęstość zamieszkania przypadła na koniec drugiej wojny światowej – w 1944 roku w kamienicy mieszkały 744 osoby. W latach sześćdziesiątych, na fali likwidacji mieszkań komunalnych, część lokatorów przesiedlono, pod koniec lat siedemdziesiątych mieszkało tu 355 osób – liczba lokatorów i mieszkań zmniejszała się przez następne dekady. Współcześnie fasadowa część budynku zajęta jest przez biura i organizacje. W mieszkaniu nr 50 w 2007 roku otworzono Muzeum M.A. Bułhakowa.
Oprócz powieści Mistrz i Małgorzata byt mieszkańców domu na Sadowej został opisany przez Bułhakowa w opowiadaniach Dom numer 13, Psalm, Jezioro samogonu, Wspomnienie... i in.

### Fatalne mieszkanie
Jak wspominała pierwsza żona Bułhakowa, Tatjana Łappa, wejścia do siedmiu lub ośmiu pokoi mieszkania nr 50 były rozmieszczone po obu stronach długiego korytarza. Kuchnia była wspólna. Brakowało łazienki z wanną i zapasowego wejścia. Pokój Bułhakowów był czwarty od wejścia, jasny, z dwoma oknami. Według Łappy działy się w mieszkaniu niewyobrażalne rzeczy. W odróżnieniu od mieszkania nr 50 apartamenty nr 34 miały przedpokój i pięć pokoi. Właśnie ten układ opisał Bułhakow w Mistrzu i Małgorzacie.
Na łamach powieści fatalne mieszkanie stopniowo zaczyna żyć własnym życiem (ten chwyt pisarski Bułhakow stosował i w innych swoich dziełach), rozwija się i wypiera człowieka:

Czasami mieszkanie odpowiadało na telefon, niekiedy skrzypiącym, innym zaś razem nosowym głosem, od czasu do czasu ktoś otwierał okno. Więcej nawet, zdarzało się, że z mieszkania dobiegały dźwięki patefonu. A tymczasem za każdym razem, kiedy je odwiedzano, dokładnie nikogo tam nie było. Tak, mieszkanie numer pięćdziesiąt rozrabiało, i nic na to nie można było poradzić.

### Lokatorzy
Według wspomnień Łappy lokatorzy spod numeru 50 w większości byli robotnikami. W pierwszym od wejścia pokoju mieszkał pewien komunista, w następnym – milicjant z żoną. Po drugiej stronie korytarza mieszkała Annuszka Goriaczewa – pierwowzór Annuszki „Gangreny” z Mistrza i Małgorzaty – ze swoim synem, którzy nadużywali alkoholu, wskutek czego wybuchały kłótnie i awantury. W apartamentach nr 34 w dwóch pokojach mieszkali finansista Artur Borisowicz Manasiewicz z małżonką, w trzecim – ich służba, w czwartym – Aleksandra Nikołajewna Kibiel z synem Wowką, który został pierwowzorem opowiadania Psalm, w piątym początkowo mieszkał syn Manasiewcza – pisarz Władimir Arturowicz Lowszyn (Manasiewcz). Po wyprowadzce Lowszyna jego pokój zajmowali Bułhakow z żoną. W mieszkaniu nr 50 z Mistrza i Małgorzaty mieszka inteligencja partyjna: Lichodiejew i Berlioz.

## Dom Tołstoja w Petersburgu
Zdaniem krytyczki sztuki i kulturoznawczyni Mariny Kołotiło innym prawdopodobnym pierwowzorem fatalnego mieszkania może być Dom Tołstoja w Petersburgu, o którym krążyły lokalne legendy i w którym Bułhakow zatrzymywał się u swoich krewnych podczas swoich wizyt w północnej stolicy. Mieszkanie w Domu Tołstoja miało numer 660 (cyfra 6 z przodu oznaczała piętro). Swoje wywody Kołotiło oparła na analogiach: mieszkanie w Mistrzu i Małgorzacie miało numer 50, siedem pokoi i znajdowało się na piątym piętrze – petersburskie fatalne mieszkanie miało numer 60, osiem pokoi i mieściło się na szóstym piętrze. Podobnie jak w powieści z tołstojowskiego mieszkania w czasach terroru znikali ludzie.